# KZ-Außenlager Germering-Neuaubing
Die KZ-Außenlager Germering-Neuaubing waren zwei der 169 Außenlager des Konzentrationslagers Dachau. Der Flugzeughersteller Dornier-Werke Neuaubing ließ 1944 das KZ-Außenlager Germering westlich von München bauen, zudem das KZ-Außenlager München-Neuaubing, für hunderte eingesetzte KZ-Häftlinge. Die Anzahl der verstorbenen Gefangenen ist unbekannt. Lager für über tausend Zwangsarbeiter waren spätestens 1941 errichtet worden.
Zwischen den beiden KZ-Außenlagern lag das davon unabhängige Zwangsarbeiterlager Neuaubing, das dem Bahn-Ausbesserungswerk München-Neuaubing zugeordnet war. In München befanden sich weitere KZ-Außenlager wie Agfa Kamerawerke und München-Riem.

## Dornier-Werke Neuaubing

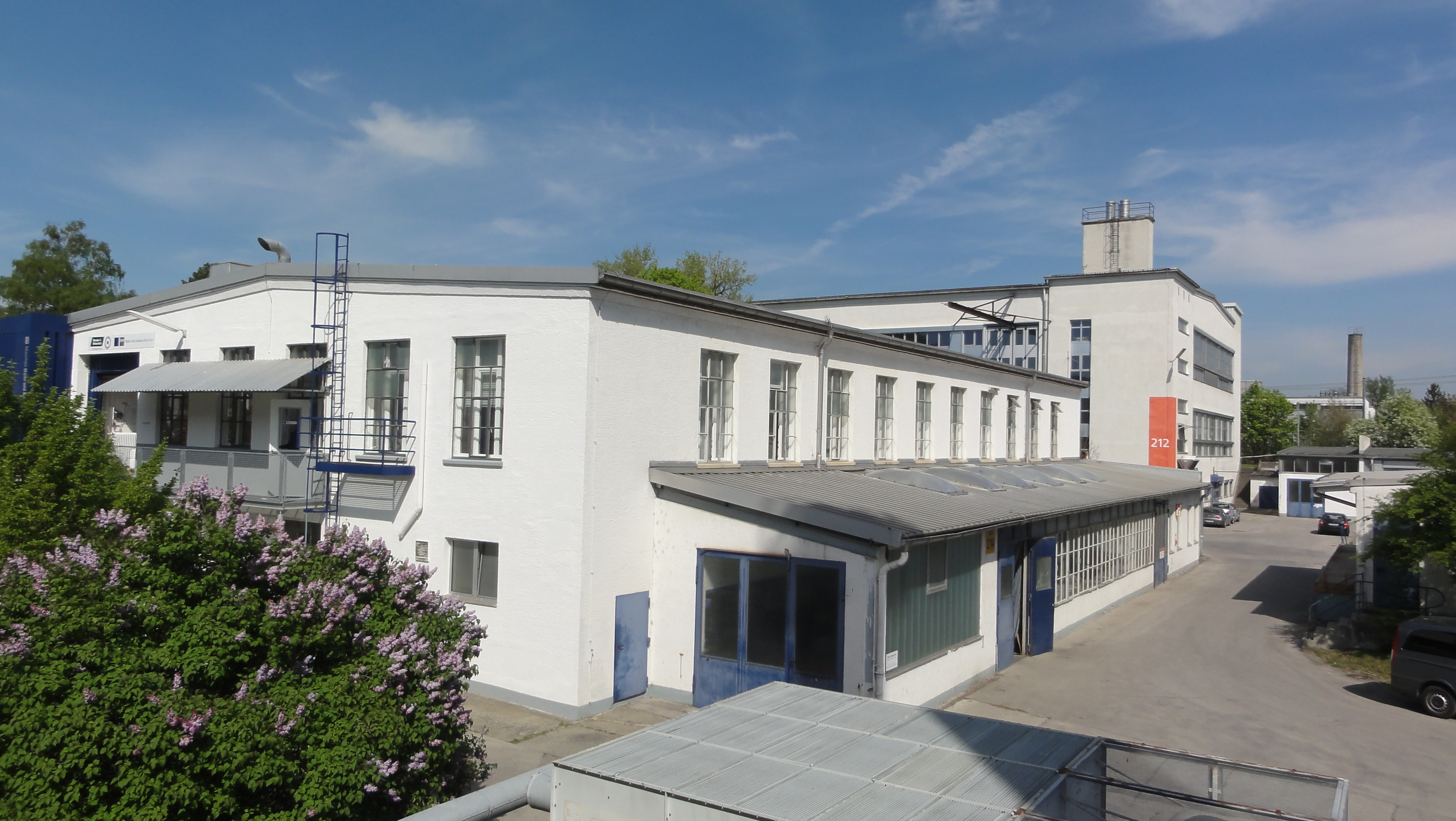
Fabrikhallen der ehemaligen Dornier-Werke Neuaubing (Foto 2014)

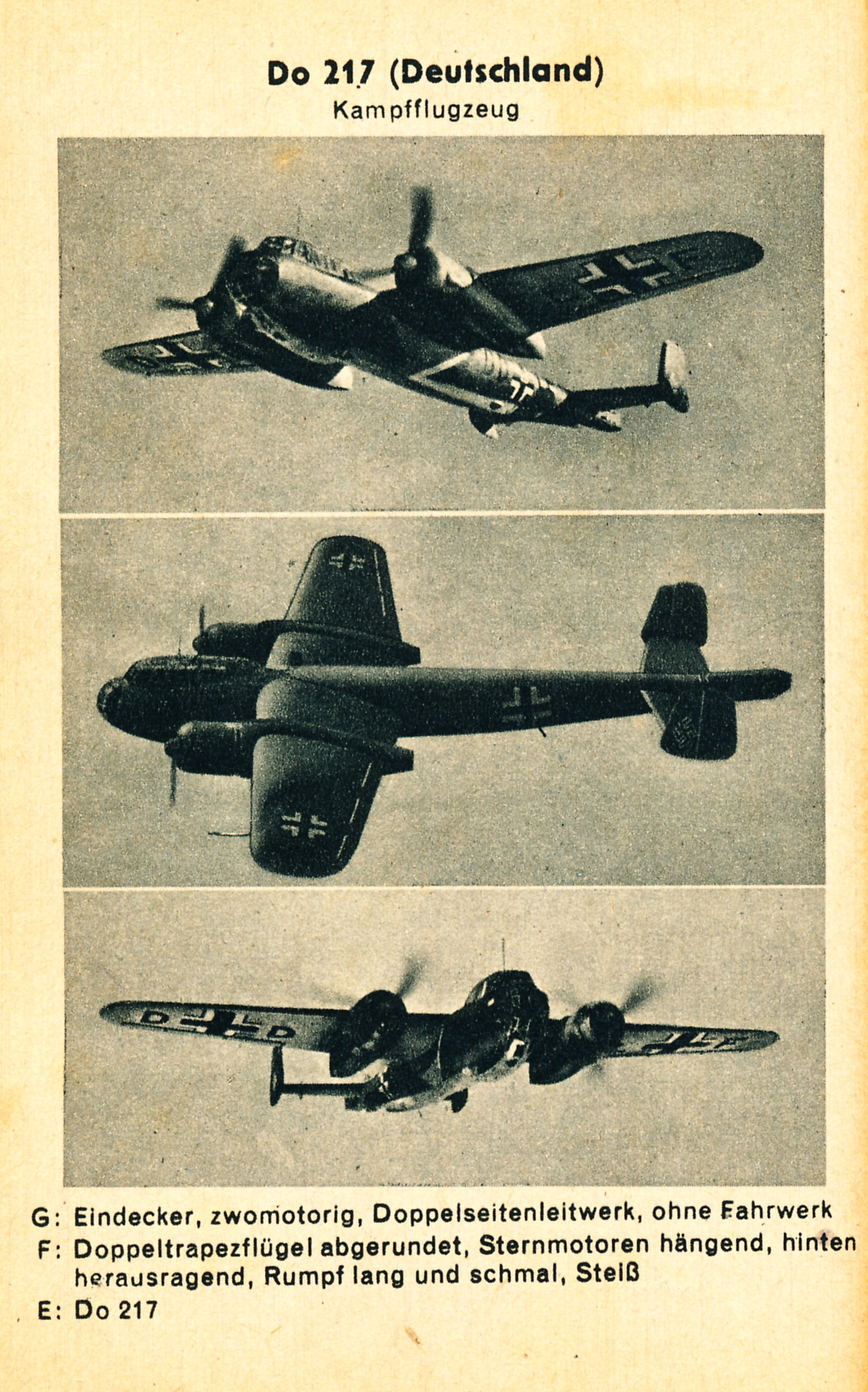
Dornier Do 217 (1942)

1934 hatten die Dornier-Werke die Fabrik der Internationalen Schlafwagen-Gesellschaft (ISG) an der Brunhamstraße in München-Neuaubing gepachtet und 1935 mit der Produktion des Bombers Do 23 begonnen, 1936 mit den Flugzeugrümpfen der Do 17 und Do 217. 1937 kauften und erweiterten sie die Fabrik mit weiteren Grundstücken und Gebäuden zur Ausweitung des Rüstungsgeschäfts. Für die 2800 Dornier-Mitarbeiter wurde 1938 bis 1939 die Siedlung am Gößweinsteinplatz gebaut. 990 Exemplare der Do 217 wurden im Werk Neuaubing von Ende 1940 bis Mitte 1944 produziert, zudem die Junkers Ju 88 und die Messerschmitt Me 410. Spätestens ab 1943 setzte Dornier auch KZ-Häftlinge ein, unter anderem Sinti und Roma.
Im Juli 1944 wurden die Dornier-Werke Neuaubing schwer von Bomben getroffen. Bei einem Bombenangriff starben 24 KZ-Häftlinge bei Dornier Neuaubing, weitere 60 wurden verwundet.

### KZ-Außenlager Germering
Das KZ-Außenlager Germering war schon ab März 1942 geplant worden. Die Genehmigung des Baus dieses „Gefolgschaftslagers“ an der Oberen Bahnhofstraße (bei der Dornierstraße) durch die Dornier-Werke Neuaubing erfolgte im September 1943 durch den Gemeinderat Germering.
Ab Oktober 1943, noch vor dem Bau des KZ-Außenlagers, war SS-Hauptscharführer Wilhelm Wagner Kommandoführer des Außenkommandos Germering. Ab Januar 1944 blieb er mit den Häftlingen im KZ-Außenlager Germering, bis er im April 1944 zum KZ-Außenlagerkomplex München-Allach (BMW) versetzt wurde. Der International Tracing Service (ITS) bestätigt die Errichtung dieses Außenlagers im Januar 1944. Schon im März 1944 wurde eine Erweiterung auf 22 Gebäude geplant, sechs davon sollten Funktionsgebäude werden – dies hätte einer Auslegung auf 1600 Häftlinge entsprochen.
Bis Juli 1944 waren sechs Unterkunfts- und drei Mannschaftsbaracken errichtet sowie ein Quergebäude. Bis September wurden zwei weitere Unterkunftsbaracken fertiggestellt. Ein weiterer Ausbau erfolgte nicht mehr. Nach Augenzeugenberichten wurde das KZ-Außenlager ausschließlich von SS-Männern bewacht, es war danach wie auch nach Luftbildern mit Stacheldrahtzäunen und Wachtürmen umgeben.
Der ehemalige Häftling Anton Jež (†) gab an, während des Aufbaus des Lagers hätten dort täglich 125 Mann gearbeitet. Der ITS gibt in seinem Verzeichnis eine mittlere Belegstärke von 50 Mann an, im Rahmen des Dachau-Hauptprozesses wurden 300 genannt. Die Ausstellung der KZ-Gedenkstätte Dachau gibt etwa 280 Gefangene an, als Tätigkeit das Aufräumen nach Bombenangriffen für Dornier. Während laut ITS am 1. Oktober 1944 das Lager letztmals erwähnt wurde, gaben Zeugen an, es sei erst im Mai 1945 aufgelöst worden. Es gibt Hinweise, dass in der fraglichen Zeit die Häftlinge täglich per Lkw vom KZ Dachau zum Arbeitseinsatz nach Germering und zurücktransportiert wurden.

### KZ-Außenlager München-Neuaubing

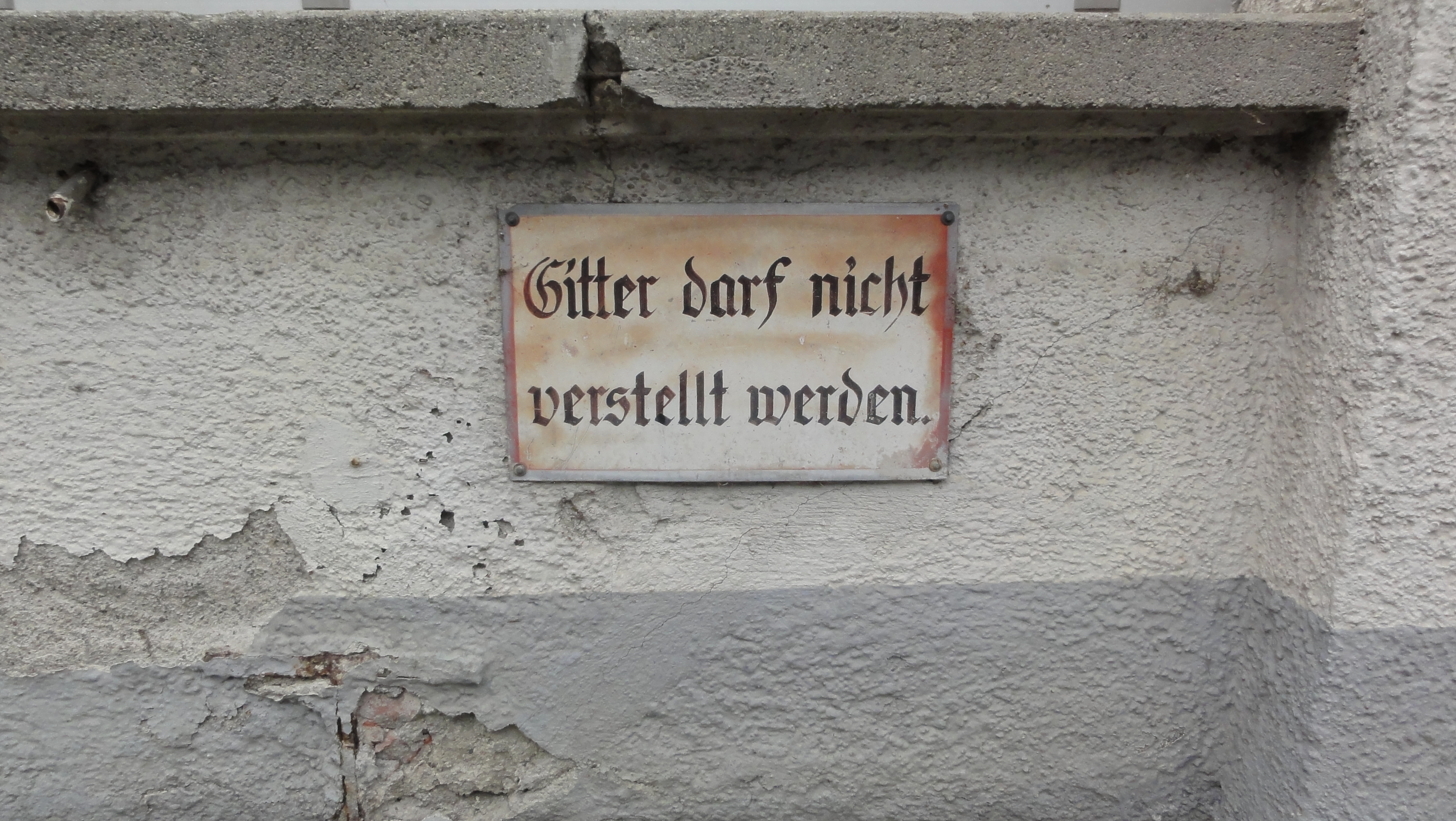
Schild beim ehemaligen Dornier-Werk Neuaubing

Zusätzlich zum Germeringer Außenlager gab es das damals genannte „SS-Arbeitslager Neuaubing“. In den Dachauer Prozessen werden in zwei Verhandlungen die Lager Germering und Neuaubing jeweils als zwei verschiedene Lager benannt. In einem Protokoll wird im Detail angegeben, dass ein SS-Wachmann um den 20. August 1944 vom Außenlager Neuaubing zum Außenlager Germering wechselte. Beide Außenlager werden dabei einzeln aufgeführt und jeweils explizit mit einer Belegung von etwa 300 Häftlingen angegeben. In der Ausstellung der KZ-Gedenkstätte Dachau wird das KZ-Außenlager München-Neuaubing mit etwa 500 Gefangenen angegeben, als Tätigkeit der Flugzeugbau für Dornier.

### Zwangsarbeiterlager
Dornier setzte für seine Produktion Zwangsarbeiter ein. So waren es Ende 1941 laut Meldung 844, und 1913 im Frühjahr 1944. Sie waren in verschiedenen Lagern in der Nähe untergebracht. Eines der Zwangsarbeiterlager der Dornier-Werke, das „Russenlager“, befand sich ab 1941 rund um die heutige Kreuzung von Hohenstein- und Hoheneckstraße. 833 Zwangsarbeiter, darunter 144 Frauen, schliefen dort in neun Baracken. Am 21. Juli 1944 wurden die Baracken bei einem Bombenangriff zerstört.

## Juristische Aufarbeitung
Wilhelm Wagner, später im KZ-Außenlagerkomplex München-Allach (BMW) und KZ-Außenlager Riederloh tätig, wurde 1945 im Rahmen des Dachau-Hauptprozesses zum Tode verurteilt, das Urteil 1946 vollstreckt. Zwei weitere SS-Wachmänner wurden in den Dachauer Prozessen zu je zwei Jahren Haft verurteilt.

## Nachnutzung
Von 1956 bis 1991 produzierte Dornier wieder Flugzeuge in der Fabrik in Neuaubing, dann übernommen von EADS bzw. Airbus und bis zur Schließung 1995 weiterbetrieben. Die ehemals von der ISG übernommene Fabrikhalle steht unter Denkmalschutz. Die Baracken des KZ-Außenlagers Germering wurden von Heimatvertriebenen und Wohnungslosen bewohnt, von Unternehmen als Lager und zur Produktion verwendet. Eine Baracke wurde 2005 noch bewohnt. Das „Russenlager“ für Zwangsarbeiter wurde nach dem Krieg für deutschstämmige Flüchtlinge instand gesetzt und in den 1980er Jahren mit einer Wohnsiedlung überbaut.

## Erinnerung und Gedenken
Ein öffentliches Mahnmal oder eine Gedenktafel für die KZ-Häftlinge gibt es nicht.

## Film
- Oral history interview with Anton Jež. (2 videocassettes DVCAM) In: ushmm.org. United States Holocaust Memorial Museum, 31. Januar 2009 (slowenisch, Accession Number: 2007.504.4.2, RG Number: RG-50.592.0002 / Unter anderem über das KZ-Außenlager Germering).